# Automobiles Gonfaronnaises Sportives
 Automobiles Gonfaronnaises Sportives  o AGS va ser un constructor de cotxes de competició francès que va arribar a disputar curses a la Fórmula 1.

## Història
L'equip va ser fundat per Henri Julien a la dècada dels 60 i tenia la seu a Gonfaron, França.
El primer monoplaça per competir a fórmules menors va ser fabricat l'any 1969 i va anar construint nous i més evolucionats models amb el transcurs del temps, disputant la Fórmula 2 a partir del 1979 i la Fórmula 3000 la temporada 1985.

## A la F1
Va debutar a la F1 el 7 de setembre del 1986 al circuit de Monza disputant el GP d'Itàlia de la mà del pilot italià Ivan Capelli.
La seva última cursa va ser el Gran Premi d'Espanya del 1991, on ja van deixar la F1 per greus problemes econòmics.
L'equip va prendre part a un total de vuitanta curses (amb 128 monoplaces) disputades en sis temporades consecutives (1986 - 1991) aconseguint en dues ocasions la sisena posició com millor classificació en una cursa i assolint dos punts pel campionat del món de constructors.

## Resum
| Curses:  | Victòries: | Pòdiums: | Poles: | Voltes ràpides: | Punts: |
| -------- | ---------- | -------- | ------ | --------------- | ------ |
| 80 (128) | 0          | 0        | 0      | 0               | 2      |